# Kørup (Krogsbølle Sogn)
Kørup var en landsbyhovedgård fra middelalderen, der er nævnt første gang i 1410. Gården ligger i Krogsbølle Sogn, Skam Herred, Otterup Kommune. Hovedbygningen er opført i 1582 og parken er på 2 hektar.
Kørup Gods er på 253 hektar

## Ejere af Kørup
- (1410-1445) Predbjørn Olufsen Podebusk
- (1445-1481) Claus Predbjørnsen Podebusk
- (1481-1510) Valdemar Clausen Podebusk
- (1510-1530) Predbjørn Clausen Podebusk
- (1530-1540) Claus Predbjørnsen Podebusk
- (1540-1593) Mourids Clausen Podebusk
- (1593-1611) Magdalene Clausdatter Sehested gift Podebusk
- (1611-1616) Claus Mouridsen Podebusk
- (1616-1620) Sophie Nielsdatter Ulfstand gift Podebusk
- (1620-1637) Mourids Clausen Podebusk
- (1637-1657) Henrik Clausen Podebusk
- (1657-1659) Sidonia Maria von Einsiedel zu Brandstien gift Podebusk
- (1659-1716) Rudolph Abraham Henriksen lensbaron af Putbus
- (1716-1740) Malte Mouridsen lensbaron af Putbus
- (1740-1745) Anshelm Wilhelm Carl Moritzen lensgreve af Putbus
- (1745-1781) Malte Friedrich Moritzen lensgreve af Putbus
- (1781-1795) Joachim Godske Adamsen greve Moltke
- (1795-1810) Ulrik Wilhelm lensgreve de Rospstorff
- (1810-1813) Christian Alexander Ulriksen lensgreve von Petersdorff
- (1813-1839) Gregers Christian Frederik Christiansen lensgreve von Petersdorff
- (1839-1846) Ulrik Wilhelm Gregersen lensgreve von Petersdorff
- (1846-1915) Christian Alexander Gregersen lensgreve von Petersdorff
- (1915-1919) Paul Ludvig Gregersen lensgreve von Petersdorff
- (1919-1926) Theodor Sigismund lensgreve Wedel-Heinen
- (1926-1929) Karen Middelboe gift lensgrevinde Wedel-Heinen
- (1929-1937) V. Jørgensen
- (1937-1940) P.C. Olsen
- (1940-1953) Ulu A/S v/a S.E. Ingemann
- (1953-1968) I.S. Jørgensen
- (1968-1985) J.C. Jørgensen (hovedbygningen)
- (1968-1985) N.V. Jørgensen (avlsgården)
- (1985-2005) Ole Hervit / Hanne Gabriel (hovedbygningen)
- (1985-1999) Frans Tange / Uffe Tange (avlsgården)
- (1999-) Frans Tange (avlsgården)
- (2005-) Thor Stadil (hovedbygningen)

55°34′46″N 10°19′18″Ø / 55.57944°N 10.32167°Ø